# Pycnopsyche divergens
Pycnopsyche divergens är en nattsländeart som först beskrevs av Walker 1852.  Pycnopsyche divergens ingår i släktet Pycnopsyche och familjen husmasknattsländor. Inga underarter finns listade i Catalogue of Life.